# ホジネイ・アドウフォ・ナシメント
ホジネイ（Rosinei）ことホジネイ・アドウフォ・ナシメント（ポルトガル語: Rosinei Adolfo Nascimento、1983年5月3日 - ）は、ブラジルのサッカー選手。ポジションはMF。

## クラブ歴
ADサンカエターノで選手デビュー。SCコリンチャンス・パウリスタから2008年1月レアル・ムルシアに加入。7月にSCインテルナシオナルに期限付き移籍。2009年にクラブ・アメリカに1年の期限付き移籍し2010年4月22日に3年契約で完全移籍。

## タイトル
コリンチャンス
- カンピオナート・ブラジレイロ・セリエA: 2005

インテルナシオナル
- コパ・スダメリカーナ: 2008
- カンピオナート・ガウショ: 2009

アトレチコ・ミネイロ
- カンピオナート・ミネイロ: 2013
- コパ・リベルタドーレス: 2013